# Militaire operatie
Een militaire operatie, ook wel operatie, gevechtsoperatie, legeroperatie, (militaire) missie of legermissie genoemd, is een bepaalde actie ondernomen door militaire troepen om een bepaald doel te behalen.
Een militaire operatie heeft vaak een codenaam, zoals Operatie Overlord, Operatie Market Garden, Operatie Desert Storm of Operatie Gegoten Lood
De deelname van een individuele militair (of zijn/haar onderdeel) aan een missie noemt men een uitzending.